# Jutta Kellmann-Hoppensack
Jutta Kellmann-Hoppensack (* 26. September 1945 in Langenhorn (Nordfriesland); † 3. Januar 1995 in Bremen) war eine deutsche Politikerin (SPD) und sie war Mitglied der Bremischen Bürgerschaft. 

## Biografie
Kellmann-Hoppensack war nach dem Realschulabschluss als Angestellte in Bremen tätig. Sie hat dann das Abitur nachgeholt. Anschließend studierte sie an der Universität Hamburg und der Universität Bremen Soziologie, Philosophie und Geschichte. Zuletzt war sie für den Recycling-Hof tätig.
Sie wurde Mitglied der SPD, aktiv im SPD-Ortsverein Weidedamm als stellvertretende Vorsitzende bzw. ab 1992 als Vorsitzende und sie war von 1986 bis 1990 Vorsitzende der Arbeitsgemeinschaft sozialdemokratischer Frauen. Sie hat sich eingesetzt für die Einführung der Quotierung bei allen Ämtern und Mandaten zugunsten von Frauen. 1990 kandidierte sie erfolglos für die SPD auf der Landesliste für den Bundestag.
Sie war von 1991 bis Januar 1995 Mitglied der 13. Bremischen Bürgerschaft und dort Mitglied verschiedener Deputationen u. a. für Soziales, für Wirtschaft, Mittelstand und Technologie und für Umweltschutz sowie im Verfassungs- und Geschäftsordnungsausschuss und dem Ausschuss zur Förderung der Gleichberechtigung der Frau.
Kellmann-Hoppensack war aktiv in der Arbeiterwohlfahrt in Findorff.
Sie war verheiratet. Der Bremer Staatsrat Hans-Christoph Hoppensack  war der Bruder ihres Ehemannes Thomas Hoppensack. 